# 山岡広司
山岡 広司（やまおか こうじ、1962年1月7日 - ）は愛知県出身の音楽プロデューサー・トラックメイカー・作曲家・編曲家・マニピュレーター・ミキシング・エンジニア・リミキサー。
1980年代終盤から数々のアーティストのバックで打ち込み、マニピュレーターとして活動。1994年から1995年にかけて、バンド「u.l.t.」の一員としてシングル3枚を発表。以後もマニピュレーターとしてBLANKEY JET CITY、レピッシュ、WINO、ブリッジ、PEALOUT、ムーンライダーズ、CHAGE and ASKA、長渕剛、中島みゆき、岡本真夜、堂本剛、浜崎あゆみ等のアーティストの作品に参加する傍ら、cobaとのテクノ・ユニット　「cosmicgeneration」での活動を展開。
また、映画への参加も多く「座頭市」「20世紀少年」「てぃだかんかん〜海とサンゴと小さな奇跡〜」「つやのよる」「ある愛に関わった」「女たちの物語り」等。
特に、「座頭市」では個性的な打ち込み等サウンドデザインで第27回日本アカデミー賞最優秀音楽賞受賞に貢献した。
打ち込み、マニピュレーションに精通し、2001年末よりpeppermints kiss cafeとしての活動をスタート。2005年からはDJ Tanzawaとのユニット「Total Confusion」として活動を開始。Total Confusionのデビューシングル「Sunset」はUKの名門Intrinsic Recordsよりリリースされ、John Digweed、Hernan Cattaneo等のトップDJにプレイされ好評を博する。
現在は、J-POP、映画、ドラマ、CM、ゲーム等のカテゴリーで、プロデュース、作曲/編曲、トラックメイカー、マニピュレーター、ミキシング、リミキサー等と幅広く活動中。

## 参加ユニット
u.l.t.
1994年から活動を開始したユニット。メンバーは森達彦(Producer)、竹田雅一(Bass・Key)、角田順(Guitar)、Saori Mori(Vocal)と山岡。
シングル
- single ult (1994/11/1)
- PLATONIC FOOL (1995/7/26)
- EXPRESS FOR TOMORROW (1995/9/25) ※YURIA WITH u.l.t.名義
- rosy gift (1995/10/25)

コンピレーション
- V.A.
  - ILLUMINATED J's SOUND II (1995/3/25) ※M-8「TENSHI NO KEHAI (EXTENDED KLUB MIX)」を収録
  - ILLUMINATED Z-POP SOUNDS MIXTURE (1995/9/25) ※M-13「QUIET SONG」収録
  - Girls Christmas (1995/11/21) ※M-2「One Christmas Catalogue」収録
  - NINO ROTA 1999 (1999/4/28) ※M-5「THE GODFATHER」収録  ※u.l.t.(B)名義
  - studio LAB. -FLOCKS- (2002/2/8) ※M-5「TWO STORIES」M-15「HEAVENLY」
  - 灰色フランネルの森 (2002/8/8) ※M-11「heavenly」

cosmicgeneration
1997年から活動を開始した、coba(ell名義)と山岡(α-may名義)からなるテクノユニット。
- parental guidance
  - (1997/12/15) ※CD盤
  - (1998/4/24) ※LP盤
- V.A. / 75℃:THE VERY NEW PARIS/TOKYO SOUND (2000/07/10) ※M-4「HYSTERIC WATER」収録

Julian Tabatha
1997年に活動した、森達彦と山岡からなるプログレユニット。
- Julian Tabatha (1997/7/1)
- V.A. / studio LAB. -FLOCKS- (2002/2/08) ※M-9「JOY」収録

peppermints kiss cafe
2001年から活動を開始した、hàlとMicky(現・ヒラマミキオ)と山岡からなるユニット。詳細はpeppermints kiss cafeの欄を参照。
- Hello, I'm a Music Girl (2002/6/16) ※ライブ会場限定自主制作シングル

Total Confusion
2005年から活動を開始した、DJ Tanzawaと山岡からなるプログレユニット。
アルバム
- Rogue (2005/12/7)

シングル
- Sunset (2005/9/30) ※UKのみのスプリットシングル。後に配信
- Sunshine Life / Spice 2006 (2006/8/4) ※配信専用
- Drifting / Stars (2007/7/23) ※配信専用
- Scramble / Trilogy (2007/9/10) ※配信専用
- SeEd (2007/11/13) ※配信専用
- Dia (2007/12/26) ※配信専用

KOTODAMA
2022年から活動を開始した、coba、山岡、と芽方羊からなるユニット。
シングル
- たまてばこ (2022/9/14)

| スタブアイコン | サブスタブ | この項目は、まだ閲覧者の調べものの参照としては役立たない、音楽関係者（バンド等）に関連した書きかけの項目です。この項目を加筆・訂正などしてくださる協力者を求めています（P:音楽/PJ:芸能人）。 |